# Ponto A
Ponto A ou zona erógena forméx anterior é um ponto erógeno existente na vagina das mulheres. Foi descoberto na década de 90 por um cientista da Malásia. Localiza-se na parede frontal e suas estimulação provoca aumento de lubrificação vaginal. A área correspondente a este ponto está situada a um terço do caminho abaixo do colo do útero.